# Morro Assombrado
O Morro Assombrado é um morro português localizado na serra do Labaçal, concelho da Praia da Vitória, ilha Terceira.
O Morro Assombrado apresenta-se como uma zona de difícil acesso e orientação, facto que tem protegido da influência do homem toda uma vegetação natural bastante intacta e repleta de espécies bastante raras e endémicas dos Açores.
Toda a zona é ocupada por uma sucessão orográfica de falésias, fendas, encostas e vales, originadas muito provavelmente devido aos escorrimentos das lavas dos vulcões do Pico Alto, e posterior contracção das mesmas no seu processo de arrefecimento.